# ジャスミン・セルバーグ
ジャスミン・セルバーグ (Jasmin Selberg、1999年8月11日 - ) は、ドイツのモデル。ミス・インターナショナル2022で優勝。

## 経歴・人物
1999年8月11日、エストニアのタリンに生まれる。生後11か月のとき、家族はエストニアからドイツに移る。一人の妹と共にノルトライン＝ヴェストファーレン州メルキッシャー郡マイネルツハーゲンで育つ。2018年、Evangelische Gymnasium Meinerzhagen卒業。ノルトライン＝ヴェストファーレン州ボーフムのルール大学ボーフムで歴史と哲学の学士号を取得。
インスタグラムを通してベルリンのモデル事務所（ミスコン候補者の訓練所を兼営）The Queens Campと接触を持つ。それがきっかけとなりMiss Globe Germany 2021に出場。また、写真モデルやテレビプロダクションの女優としての仕事も得られた。

### ミスコンのキャリア
2021年、Miss Globe Germany
2021年11月5日、アルバニア共和国のティラナで開催されたMiss Globe 2021に出場。50人の出場者のうちTop15に残り、10の特別賞のうちの一つであるMiss Social Mediaを受賞
2022年、Miss Universe Germany 2022に出場、Top16に残る
2022年7月15日、ポーランド共和国のマウォポルスカ県ノヴィ・ソンチで開催されたミス・スプラナショナル2022に出場
2022年12月13日、東京で開催されたミス・インターナショナル2022に出場。66人の出場者の中から優勝

### その他
自身のインスタグラムで、10代の頃はアニメ、漫画、原宿ファッション、ONE OK ROCK、BABYMETALなど日本のポップカルチャーの大ファンだったことを明かしており、ミス・インターナショナル2022では「日本に来るのは夢だった」とコメントしている。